# Phong trào Phục lâm

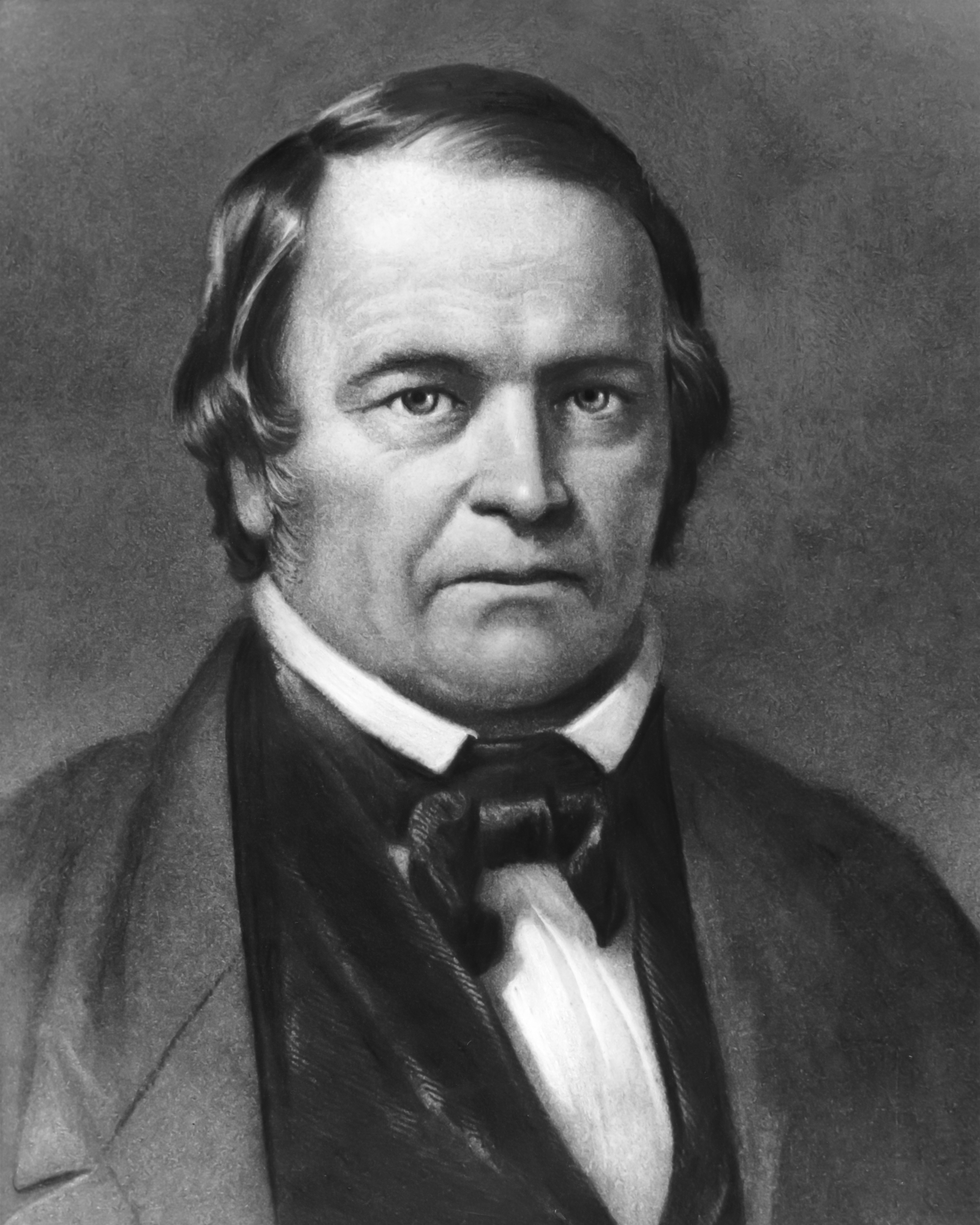
William Miller

Phong trào Phục lâm là một trào lưu bắt đầu vào thế kỷ 19 trong bối cảnh của cuộc Đại Tỉnh thức lần thứ nhì tại Hoa Kỳ. Tên gọi này đề cập đến niềm tin rằng sự trở lại (còn gọi là tái lâm, phục lâm hay quang lâm), tức sự đến trần gian lần thứ hai của Chúa Giê-su Cơ Đốc sắp xảy ra. Phong trào này do William Miller khởi xướng vào thập niên 1830 và những người theo ông được gọi là Millerite. Sau sự kiện Đại Thất vọng (Great Disappointment), phong trào Millerite bị chia tách và được tiếp nối thành một số nhóm có quan điểm khác biệt nhau.
Mặc dù có nhiều điểm chung nhưng quan điểm thần học của họ khác nhau về việc liệu trạng thái tạm thời (trong khoảng thời gian giữa cái chết cá nhân với sự phục sinh chung) là vô thức hay có ý thức, sự kết án cuối cùng cho kẻ dữ là sự biến mất hay sự đau đớn đời đời, về bản chất của sự bất diệt, về việc kẻ dữ có được phục sinh sau thời kỳ một ngàn năm hay không, và việc Đền thánh đề cập trong sách Daniel chương 8 là ở thiên đàng hay Trái Đất. Phong trào khuyến khích việc xem xét toàn bộ Kinh Thánh, dẫn đến việc một số nhóm tuân giữ ngày Sabbath mà nhóm lớn nhất trong số đó cũng như trong phong trào Phục lâm nói chung là Giáo hội Cơ Đốc Phục lâm An thất nhật.

Sự phân nhánh của phong trào Phục lâm trong thế kỷ 19.